# ماري تيت إنغلس
ماري تيت إنغلس (بالإنجليزية: Mary Tate Engels)‏ هي كاتِبة أمريكية، ولدت في 27 مارس 1943.